# 19. Flak-Division
A 19. Flak-Division (em português: Décima-nona Divisão Antiaérea) foi uma divisão de defesa antiaérea da Luftwaffe durante a Alemanha Nazi, que prestou serviço na Segunda Guerra Mundial. Foi criada a partir da Flak-Brigade VII. Em Maio de 1943, a unidade deixou de existir, contudo, em Novembro voltou a ser formada a partir de todas as forças antiaéreas estacionadas na Grécia.

## Comandantes
- Heinrich Burchard, (15 de agosto de 1942 - 30 de novembro de 1942)[2]
- Gotthard Frantz, (21 de dezembro de 1942 - 13 de maio de 1943)[2]
- Paul Pavel, (1 de novembro de 1943 - 8 de maio de 1945)[2]